# Nico Liersch
Nico Louis Liersch (Munique, 17 de julho de 2000) é um ator alemão, mais conhecido por interpretar Rudy Steiner no filme A Menina Que Roubava Livros. Ele também é conhecido por seu trabalho em séries alemãs de televisão como Das ist Gut, na qual interpretou Phillip Greenvard, um homem das cavernas órfão.

## Vida Pessoal
Nico nasceu em Munique, Alemanha. Ele é um de dois filhos. Sua irmã mais velha Luca é uma cantora, e tem se apresentado em vários teatros na Alemanha.

## Filmografia
Em 2012, Nico Liersch apareceu em episódios da série de TV alemã Inga Lindström e Das Traumhotel. Em fevereiro 2013, foi moldado na adaptação cinematográfica do best-seller A Menina que Roubava Livros. Ele interpretou Rudy Steiner, o melhor amigo da ladra de livros, Liesel Meminger. Markus Zusak, que escreveu o romance que inspirou o filme, ficou satisfeito com a interpretação de Liersch de seu personagem e escreveu: "Ele é magnífico. Ele é Rudy".